# Sudorazione
Il sudore è un liquido ipotonico (ca. 110 mmol/l) secreto dalle ghiandole sudoripare della pelle. È composto di acqua, ioni (Na+, K+, Cl-), urea e immunoglobuline. È composto anche da colesterolo e, durante sforzi fisici rilevanti, acido lattico. I responsabili del cattivo odore sono le basi volatili (metilammina, trimetilammina) e gli acidi grassi volatili. Il processo di secrezione del sudore è chiamato sudorazione o diaforesi, in gergo medico perspiratio sensibilis.

## Anatomia

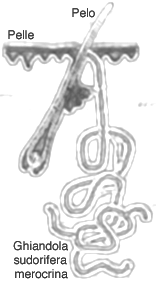
Ghiandola sudorifera merocrina

Le ghiandole sudoripare sono organi ausiliari ripartiti su tutta la pelle umana; in altre specie sono localizzate soltanto in alcuni organi, come ad esempio nel cane in cui sono localizzate soltanto sui cuscinetti delle zampe. La maggior parte sono a secrezione eccrina / esocrina. Localmente si trovano grandi ghiandole apocrine che negli adulti secernono anche molecole odorose (ghiandole di Moll: ascelle, circumanale, circumgenitale, capezzoli, meato uditivo).
L'uomo dispone di circa 3 milioni di ghiandole sudoripare sparse sulla superficie cutanea: la massima concentrazione è raggiunta sulla pianta dei piedi, sul palmo delle mani, nelle ascelle e intorno alle aperture corporee di faccia e genitali.

## Fisiologia
La sudorazione ha le seguenti funzioni:
- termoregolazione con abbassamento della temperatura corporea tramite evaporazione di acqua contenuta nel sudore
- comunicazione non verbale con altri mammiferi: odore corporeo.
- escrezione di sostanze "di scarto"

Per la funzione comunicativa le ghiandole sudoripare (specialmente le apocrine) secernono sostanze percepibili attraverso il senso olfattivo nel naso (maggiormente inconscio, direttamente connesso con il sistema limbico) che trasmettono informazioni: 
- sull'"attrezzatura genetica" individuale (base invariabile)
- sullo stato ormonale sessuale (p. e. sull'età e variazioni ormonali cicliche)
- sulle emozioni momentanee (p. e. ansia, ira, ... ).

È una caratteristica della cultura umana coprire questi segnali naturali (più o meno consci) con sostanze fortemente odoranti sotto forma di detergenti, shampoo, saponi, profumi e altri prodotti cosmetici e/o di sopprimerli con deodoranti.

## Perspiratio sensibilis
I neuroni colinergici del sistema nervoso vegetativo simpatico controllano la secrezione del sudore delle ghiandole sudoripare eccrine:
- si parla di sudorazione termica riguardo alla regolazione della temperatura corporea (termoregolazione). Si attiva:
  - sempre ed aumenta con l'aumentare della temperatura ambiente
  - aumenta in seguito alla produzione di calore dovuta a lavoro fisico
  - per mancata perdita di calore a causa dell'aumento della temperatura o dell'umidità ambientale
- sudorazione emotiva in presenza di tensioni psichiche (sudare per la paura, sudare freddo, ...)

La sudorazione di un adulto va da 0,5 litri al giorno fino a un massimo di 10 litri in dipendenza del lavoro fisico e delle condizioni ambientali.
I centri nervosi per il controllo della sudorazione si trovano:
- nell'ipotalamo anteriore
- nel midollo allungato
- nelle colonne neuronali mediolaterali del midollo spinale.

## Patologie
Disturbi e patologie della secrezione del sudore si chiamano idrosi. Clinicamente si distinguono:
- Anidrosi (mancanze della sudorazione)
- Ipoidrosi (scarsa sudorazione in generale)
- Emiiperidrosi, sinonimo: iperidrosi unilaterale (aumento della sudorazione in metà del corpo)
- Iperidrosi (eccessiva sudorazione). Può essere:
  - essenziale o da causa non nota
  - psicogena
  - dovuta a malattie del sistema nervoso centrale o periferico
  - dovuta a malattie del sistema endocrino (es. feocromocitoma, ipertiroidismo, diabete, ecc.)
  - menopausale
  - notturna